# Herr Collins affärer i London (film)
Herr Collins affärer i London är en tysk stumfilm från 1925

## Om filmen
Som förlaga till filmen har man Frank Hellers roman Herr Collins affärer i London som kom ut 1914

## Rollista (urval)
- Georg Alexander -  Filip Collin
- Ossi Oswalda -  Daisy Cuffler
- Elisabeth Pinajeff -  Alice Walters
- Adolf E. Licho -  Daisys pappa
- Alexander Murski - Reeder John Walters, Alices farbror
- Erich Kaiser-Titz - Austin Bateson
- Paul Biensfeldt - Austins broder
- Karl Victor Plagge
- Hans Junkermann
- Karl Platen